# Marvel Knights (revista em quadrinhos)
Marvel Knights foi uma publicação mensal de histórias em quadrinhos, originalmente publicadas pela editora estadunidense Marvel Comics, distribuídas no Brasil pela Editora Panini. A revista teve duração curta, apenas 6 edições, publicando apenas a série original homônima da Marvel, entre agosto de 2002 e janeiro de 2003. Os três primeiros números da série haviam sido publicados em Super-Heróis Premium: Homem-Aranha da Abril, sob o título Cavaleiros Marvel.
Embora após seu cancelamento tenha-se referido à série como uma minissérie, durante toda sua publicação ela sempre foi tratada como uma publicação mensal regular, inclusive pela própria editora no expediente da revista.
Quando iniciou sua publicação, em agosto de 2002, foi um dos títulos a inaugurar a linha econômica da Panini, na primeira leva de lançamentos após a Panini começar a trabalhar com os títulos Marvel em janeiro de 2002. Após seu cancelamento, duas outras séries da linha econômica foram lançadas em fevereiro de 2003, envolvendo os personagens de Marvel Knights: Hulk & Demolidor e Justiceiro & Elektra.
A série foi publicada inteiramente no "formato econômico" da Panini (15 cm x 24,5 cm).

## Publicação pela Panini Comics

### Marvel Knights (2002-2003)

#### Séries
- Marvel Knigths (#01-#06)

#### Edições
| Edição brasileira | História 1         | História 2         | Data de publicação |
| ----------------- | ------------------ | ------------------ | ------------------ |
| #01               | Marvel Knights #04 | Marvel Knights #05 | ago 02             |
| #02               | Marvel Knights #06 | Marvel Knights #07 | set 02             |
| #03               | Marvel Knights #08 | Marvel Knights #09 | out 02             |
| #04               | Marvel Knights #10 | Marvel Knights #11 | nov 02             |
| #05               | Marvel Knights #12 | Marvel Knights #13 | dez 02             |
| #06               | Marvel Knights #14 | Marvel Knights #15 | jan 03             |